# فيكتور رولاند أرويو كارمونا
فيكتور رولاند أرويو كارمونا هو صحفي كوبي، ولد في 23 ديسمبر 1951.